# Tommaso Bosio
Tommaso Bosio (auch Tommaso Bosius; † 15. August 1539) war ein italienischer Geistlicher und Bischof von Malta.

## Leben
Vor seinem Amtsantritt war der Bischofssitz von Malta acht Jahre lang vakant gewesen, bis Papst Paul III. am 20. März 1538 den Vize-Kanzler des Malteserordens Tommaso Bosio zum Bischof von Malta ernannte. Anders als einige seiner Vorgänger war Bischof Bosio der erste, der auch auf den maltesischen Inseln lebte.
Während seiner Amtszeit als Bischof, die nur wenig mehr als ein Jahr andauerte, war er zugleich Pro-Inquisitor in Malta.